# Shirókaya Pshádskaya Shchel
Shirókaya Pshádkaya Shchel (del ruso: Широкая Пшадская Щель) es un jútor del ókrug urbano de Gelendzhik del krai de Krasnodar, en el sur de Rusia. Está situado a orillas del río Kuago, afluente del río Doguab, que los es del Pshada, en la orilla nororiental del mar Negro, 28 km al sudeste de Gelendzhik y 79 km al suroeste de Krasnodar. Tenía 26 habitantes en 2010.
Pertenece al municipio Pshadski.

## Historia
Fue registrado en 1955 como parte del raión de Gelendzhik. 